# Goryczuszka bałtycka
Goryczuszka bałtycka (Gentianella baltica) – gatunek rośliny z rodziny goryczkowatych. 

## Zasięg występowania
Rośnie w Europie. W Polsce występuje tylko na Pomorzu Zachodnim i Dolnym Śląsku, najliczniej w okolicach Gdańska. W 2014 roku uznany za wymarły. Przez Polskę przebiega północno-wschodnia granica jej zasięgu.

## Morfologia
ŁodygaDo 30 cm wysokości.
LiścieLiścienie i najniższe liście zachowane w czasie kwitnienia. Liście jajowatolancetowate, ostre. Górne liście orzęsione na brzegu.
Kwiaty4-krotne. Kielich z wyraźną rurką, przylegający do korony. Łatki kielicha dłuższe od rurki. Zewnętrzne łatki szerokojajowate, wewnętrzne - lancetowate lub równowąskie. Korona kwiatu fioletowa lub biaława, do 25 mm długości. W gardzieli, poniżej nasady każdej łatki korony znajduje się orzęsiona łuska.
OwocTorebka.

## Biologia i ekologia
Roślina jednoroczna. Rośnie na suchych łąkach. Kwitnie od sierpnia do września. 

## Zagrożenia i ochrona
Gatunek objęty w Polsce ścisłą ochroną. 
Roślina umieszczona na Czerwonej liście roślin i grzybów Polski (2006) w grupie gatunków wymierających (kategoria zagrożenia: E). W wydaniu z 2016 roku otrzymała kategorię RE (wymarły na obszarze Polski). 
Znajduje się także w Polskiej Czerwonej Księdze Roślin w kategorii EX (wymarły). Największym zagrożeniem dla tej rośliny jest osuszanie terenów na których występuje i zajmowanie ich pod uprawę.